# Ряполовское княжество
Ряполо́вское кня́жество (конец XIV века — XV век) — древнерусское княжество, выделившееся из состава Стародубского княжества в конце XIV века, в период феодальной раздробленности на Руси. Его столицей было село Ряполово (ныне расположено в Южском районе Ивановской области).

## Местоположение

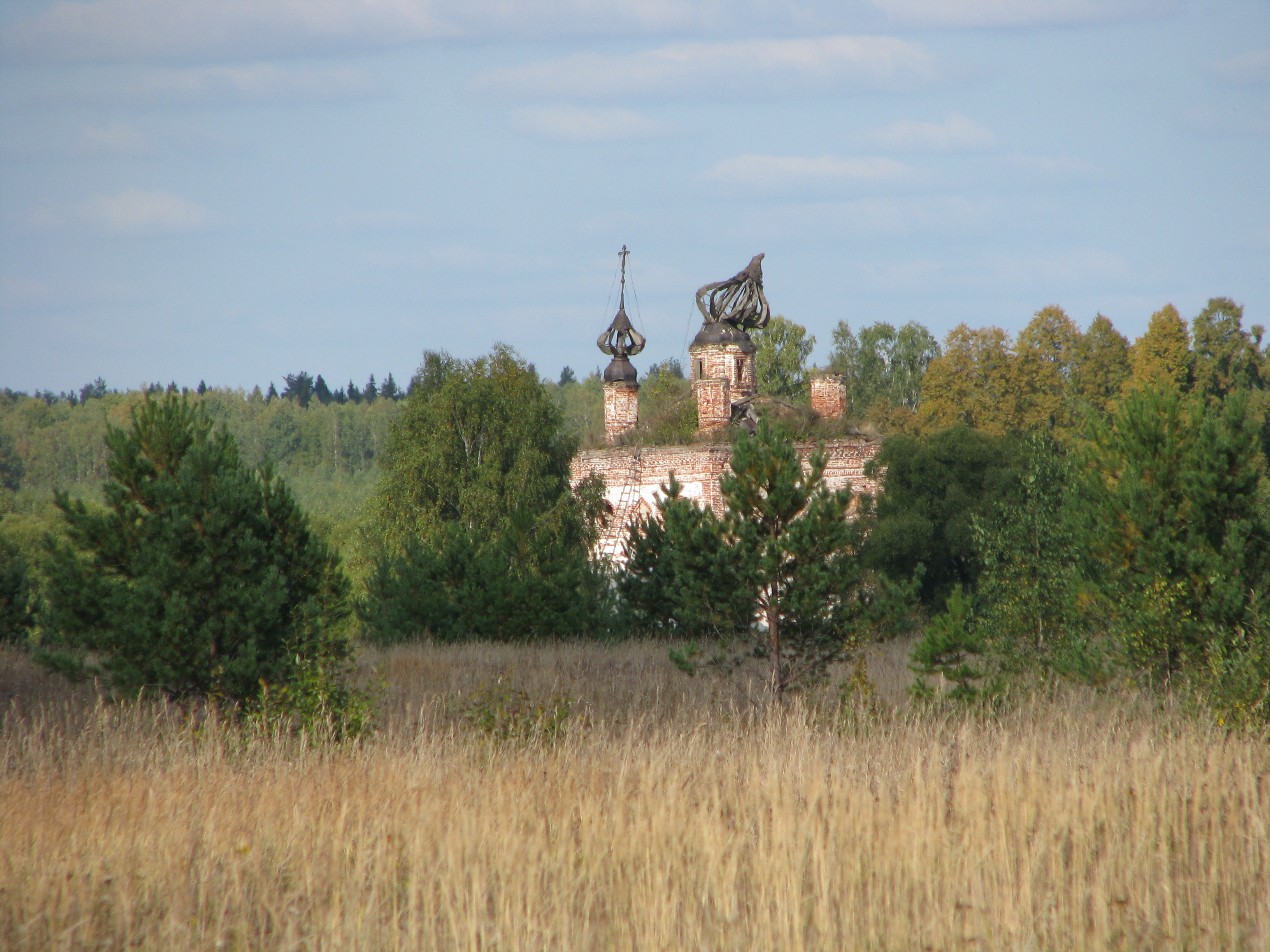
Благовещенская церковь в Ряполове. 2015

Ряполовское княжество располагалось на территории вдоль рек Теза и Лух.

## История
Ряполовское княжество возникло в конце XIV века и досталось Ивану Андреевичу Нагавице, третьему сыну князя Стародубского Андрея Фёдоровича.
Сын Ивана Наговицы, Иван Иванович, во время междоусобной войны между Дмитрием Шемякой и Василием II Тёмным принял сторону последнего и правами на княжение ещё обладал, но его дети уже были московскими боярами.
От князей этого удела происходят роды Ряполовских, Татевых и Хилковых.

## Князья
| Имя                     | Время правления       |
| ----------------------- | --------------------- |
| Иван Андреевич Нагавица | кон. XIV — нач. XV в. |
| Иван Иванович           | XV век                |